# (7270) Punkin
(7270) Punkin (1978 NY7) – planetoida z pasa głównego asteroid okrążająca Słońce w ciągu 5,74 lat w średniej odległości 3,21 j.a. Odkryta 7 lipca 1978 roku.